# Liparis cyclopus
Espèce
Liparis cyclopus est une espèce de poissons de la famille des Liparidae (« limaces de mer »).